# Chromarcys
Chromarcys is een geslacht van haften (Ephemeroptera) uit de familie Chromarcyidae.

## Soorten
Het geslacht Chromarcys omvat de volgende soorten:
- Chromarcys magnifica